# Bicentenario del Primer Grito de Independencia de Ecuador
El Bicentenario de Ecuador fue un plan de actividades destinadas a la celebración de los 200 años de los sucesos ocurridos en San Francisco de Quito el 10 de agosto de 1809, que significaron el inicio del proceso independentista de la República de Ecuador.